# Leiocolea bantriensis
Leiocolea bantriensis là một loài rêu tản trong họ Jungermanniaceae. Loài này được (Hook.) Jörg. miêu tả khoa học lần đầu tiên năm 1934.